# W ciemno (singel)
W ciemno – piosenka 6. z kolei i drugi singel promujący debiutancki album Piotra Zioły zatytułowany Revolving Door. Singel wydano 21 marca 2016. Teledysk w reżyserii Filipa Załuski opublikowano 23 marca 2016 w serwisie YouTube.

## Notowania
- Lista Przebojów ArtRadia: 13[4]
- Uwuemka: 36[5]
- Lista Przebojów Trójki: 49[6]